# Гордиан, Марк Филиппович
Марк Филиппович Гордиан (15 [28] декабря 1900, Одесса, Херсонская губерния — 13 апреля 1961) — советский шахматный композитор. Экономист, управляющий одесского отделения Госбанка СССР.
Первую задачу составил в 1919 году. Был членом редколлегии издания Задачи и Этюды. Марк Филлипович Гордиан был сильным шахматистом-практиком — выступал в первенствах Одессы и Украины, был бронзовым призером чемпионата республики 1928 года.
Активно работал в области сказочных шахмат. В первом конкурсе ФИДЕ (1957—1958 гг.) получил первый приз и золотую медаль по разделу сказочных шахмат.

## Биография
Родился 15 (28) декабря 1900 года в Одессе, в семье одесских мещан Фишеля Файвишевича-Лейбовича Гордиана (1871—?) и Лизы Моисей-Соломоновны Гордиан (в девичестве Уманской, 1877—?), заключивших брак 23 января 1900 года там же. У него была младшая сестра Евгения (1902—?).
В 1916 году закончил Одесское коммерческое училище Файга и поступил в Киевский политехнический институт. Проучившись в институте до конца 1918 года (конец правления гетмана Скоропадского), из-за начавшихся в Киеве погромов вернулся в Одессу. О том времени Марк говорил так: «Лег спать — одна власть, проснулся — уже другая!» После прихода большевиков в апреле 1919 года Гордиан устроился писарем в ревтрибунал. С окончательным установлением советской власти в городе перешёл на работу в Одесскую областную контору Госбанка. За годы работы в банковской сфере прошёл путь от простого счетовода до управляющего Одесским отделением Госбанка СССР. 
В 1930 году после переезда в Ленинград Я. С. Вильнера Гордиан возглавил шахматно-шашечную жизнь в Одессе. В начале Великой Отечественной войны эвакуировался в Калачинск, где работал главбухом
Умер в Одессе 13 апреля 1961 года. Похоронен на Третьем еврейском кладбище.

## Семья
Сын — Юрий Маркович Гордиан, шахматный композитор.

## Задачи
|   | a | b | c | d | e | f | g | h |   |
| - | --- | --- | --- | --- | --- | --- | --- | --- | - |
| 8 | b8 чёрный перевёрнутый ферзь · h7 белая пешка · c6 чёрная пешка · c4 чёрная пешка · a2 чёрная пешка · c2 белый король · h2 чёрный перевёрнутый ферзь · a1 чёрный король · b1 чёрный перевёрнутый ферзь | b8 чёрный перевёрнутый ферзь · h7 белая пешка · c6 чёрная пешка · c4 чёрная пешка · a2 чёрная пешка · c2 белый король · h2 чёрный перевёрнутый ферзь · a1 чёрный король · b1 чёрный перевёрнутый ферзь | b8 чёрный перевёрнутый ферзь · h7 белая пешка · c6 чёрная пешка · c4 чёрная пешка · a2 чёрная пешка · c2 белый король · h2 чёрный перевёрнутый ферзь · a1 чёрный король · b1 чёрный перевёрнутый ферзь | b8 чёрный перевёрнутый ферзь · h7 белая пешка · c6 чёрная пешка · c4 чёрная пешка · a2 чёрная пешка · c2 белый король · h2 чёрный перевёрнутый ферзь · a1 чёрный король · b1 чёрный перевёрнутый ферзь | b8 чёрный перевёрнутый ферзь · h7 белая пешка · c6 чёрная пешка · c4 чёрная пешка · a2 чёрная пешка · c2 белый король · h2 чёрный перевёрнутый ферзь · a1 чёрный король · b1 чёрный перевёрнутый ферзь | b8 чёрный перевёрнутый ферзь · h7 белая пешка · c6 чёрная пешка · c4 чёрная пешка · a2 чёрная пешка · c2 белый король · h2 чёрный перевёрнутый ферзь · a1 чёрный король · b1 чёрный перевёрнутый ферзь | b8 чёрный перевёрнутый ферзь · h7 белая пешка · c6 чёрная пешка · c4 чёрная пешка · a2 чёрная пешка · c2 белый король · h2 чёрный перевёрнутый ферзь · a1 чёрный король · b1 чёрный перевёрнутый ферзь | b8 чёрный перевёрнутый ферзь · h7 белая пешка · c6 чёрная пешка · c4 чёрная пешка · a2 чёрная пешка · c2 белый король · h2 чёрный перевёрнутый ферзь · a1 чёрный король · b1 чёрный перевёрнутый ферзь | 8 |
| 7 | b8 чёрный перевёрнутый ферзь · h7 белая пешка · c6 чёрная пешка · c4 чёрная пешка · a2 чёрная пешка · c2 белый король · h2 чёрный перевёрнутый ферзь · a1 чёрный король · b1 чёрный перевёрнутый ферзь | b8 чёрный перевёрнутый ферзь · h7 белая пешка · c6 чёрная пешка · c4 чёрная пешка · a2 чёрная пешка · c2 белый король · h2 чёрный перевёрнутый ферзь · a1 чёрный король · b1 чёрный перевёрнутый ферзь | b8 чёрный перевёрнутый ферзь · h7 белая пешка · c6 чёрная пешка · c4 чёрная пешка · a2 чёрная пешка · c2 белый король · h2 чёрный перевёрнутый ферзь · a1 чёрный король · b1 чёрный перевёрнутый ферзь | b8 чёрный перевёрнутый ферзь · h7 белая пешка · c6 чёрная пешка · c4 чёрная пешка · a2 чёрная пешка · c2 белый король · h2 чёрный перевёрнутый ферзь · a1 чёрный король · b1 чёрный перевёрнутый ферзь | b8 чёрный перевёрнутый ферзь · h7 белая пешка · c6 чёрная пешка · c4 чёрная пешка · a2 чёрная пешка · c2 белый король · h2 чёрный перевёрнутый ферзь · a1 чёрный король · b1 чёрный перевёрнутый ферзь | b8 чёрный перевёрнутый ферзь · h7 белая пешка · c6 чёрная пешка · c4 чёрная пешка · a2 чёрная пешка · c2 белый король · h2 чёрный перевёрнутый ферзь · a1 чёрный король · b1 чёрный перевёрнутый ферзь | b8 чёрный перевёрнутый ферзь · h7 белая пешка · c6 чёрная пешка · c4 чёрная пешка · a2 чёрная пешка · c2 белый король · h2 чёрный перевёрнутый ферзь · a1 чёрный король · b1 чёрный перевёрнутый ферзь | b8 чёрный перевёрнутый ферзь · h7 белая пешка · c6 чёрная пешка · c4 чёрная пешка · a2 чёрная пешка · c2 белый король · h2 чёрный перевёрнутый ферзь · a1 чёрный король · b1 чёрный перевёрнутый ферзь | 7 |
| 6 | b8 чёрный перевёрнутый ферзь · h7 белая пешка · c6 чёрная пешка · c4 чёрная пешка · a2 чёрная пешка · c2 белый король · h2 чёрный перевёрнутый ферзь · a1 чёрный король · b1 чёрный перевёрнутый ферзь | b8 чёрный перевёрнутый ферзь · h7 белая пешка · c6 чёрная пешка · c4 чёрная пешка · a2 чёрная пешка · c2 белый король · h2 чёрный перевёрнутый ферзь · a1 чёрный король · b1 чёрный перевёрнутый ферзь | b8 чёрный перевёрнутый ферзь · h7 белая пешка · c6 чёрная пешка · c4 чёрная пешка · a2 чёрная пешка · c2 белый король · h2 чёрный перевёрнутый ферзь · a1 чёрный король · b1 чёрный перевёрнутый ферзь | b8 чёрный перевёрнутый ферзь · h7 белая пешка · c6 чёрная пешка · c4 чёрная пешка · a2 чёрная пешка · c2 белый король · h2 чёрный перевёрнутый ферзь · a1 чёрный король · b1 чёрный перевёрнутый ферзь | b8 чёрный перевёрнутый ферзь · h7 белая пешка · c6 чёрная пешка · c4 чёрная пешка · a2 чёрная пешка · c2 белый король · h2 чёрный перевёрнутый ферзь · a1 чёрный король · b1 чёрный перевёрнутый ферзь | b8 чёрный перевёрнутый ферзь · h7 белая пешка · c6 чёрная пешка · c4 чёрная пешка · a2 чёрная пешка · c2 белый король · h2 чёрный перевёрнутый ферзь · a1 чёрный король · b1 чёрный перевёрнутый ферзь | b8 чёрный перевёрнутый ферзь · h7 белая пешка · c6 чёрная пешка · c4 чёрная пешка · a2 чёрная пешка · c2 белый король · h2 чёрный перевёрнутый ферзь · a1 чёрный король · b1 чёрный перевёрнутый ферзь | b8 чёрный перевёрнутый ферзь · h7 белая пешка · c6 чёрная пешка · c4 чёрная пешка · a2 чёрная пешка · c2 белый король · h2 чёрный перевёрнутый ферзь · a1 чёрный король · b1 чёрный перевёрнутый ферзь | 6 |
| 5 | b8 чёрный перевёрнутый ферзь · h7 белая пешка · c6 чёрная пешка · c4 чёрная пешка · a2 чёрная пешка · c2 белый король · h2 чёрный перевёрнутый ферзь · a1 чёрный король · b1 чёрный перевёрнутый ферзь | b8 чёрный перевёрнутый ферзь · h7 белая пешка · c6 чёрная пешка · c4 чёрная пешка · a2 чёрная пешка · c2 белый король · h2 чёрный перевёрнутый ферзь · a1 чёрный король · b1 чёрный перевёрнутый ферзь | b8 чёрный перевёрнутый ферзь · h7 белая пешка · c6 чёрная пешка · c4 чёрная пешка · a2 чёрная пешка · c2 белый король · h2 чёрный перевёрнутый ферзь · a1 чёрный король · b1 чёрный перевёрнутый ферзь | b8 чёрный перевёрнутый ферзь · h7 белая пешка · c6 чёрная пешка · c4 чёрная пешка · a2 чёрная пешка · c2 белый король · h2 чёрный перевёрнутый ферзь · a1 чёрный король · b1 чёрный перевёрнутый ферзь | b8 чёрный перевёрнутый ферзь · h7 белая пешка · c6 чёрная пешка · c4 чёрная пешка · a2 чёрная пешка · c2 белый король · h2 чёрный перевёрнутый ферзь · a1 чёрный король · b1 чёрный перевёрнутый ферзь | b8 чёрный перевёрнутый ферзь · h7 белая пешка · c6 чёрная пешка · c4 чёрная пешка · a2 чёрная пешка · c2 белый король · h2 чёрный перевёрнутый ферзь · a1 чёрный король · b1 чёрный перевёрнутый ферзь | b8 чёрный перевёрнутый ферзь · h7 белая пешка · c6 чёрная пешка · c4 чёрная пешка · a2 чёрная пешка · c2 белый король · h2 чёрный перевёрнутый ферзь · a1 чёрный король · b1 чёрный перевёрнутый ферзь | b8 чёрный перевёрнутый ферзь · h7 белая пешка · c6 чёрная пешка · c4 чёрная пешка · a2 чёрная пешка · c2 белый король · h2 чёрный перевёрнутый ферзь · a1 чёрный король · b1 чёрный перевёрнутый ферзь | 5 |
| 4 | b8 чёрный перевёрнутый ферзь · h7 белая пешка · c6 чёрная пешка · c4 чёрная пешка · a2 чёрная пешка · c2 белый король · h2 чёрный перевёрнутый ферзь · a1 чёрный король · b1 чёрный перевёрнутый ферзь | b8 чёрный перевёрнутый ферзь · h7 белая пешка · c6 чёрная пешка · c4 чёрная пешка · a2 чёрная пешка · c2 белый король · h2 чёрный перевёрнутый ферзь · a1 чёрный король · b1 чёрный перевёрнутый ферзь | b8 чёрный перевёрнутый ферзь · h7 белая пешка · c6 чёрная пешка · c4 чёрная пешка · a2 чёрная пешка · c2 белый король · h2 чёрный перевёрнутый ферзь · a1 чёрный король · b1 чёрный перевёрнутый ферзь | b8 чёрный перевёрнутый ферзь · h7 белая пешка · c6 чёрная пешка · c4 чёрная пешка · a2 чёрная пешка · c2 белый король · h2 чёрный перевёрнутый ферзь · a1 чёрный король · b1 чёрный перевёрнутый ферзь | b8 чёрный перевёрнутый ферзь · h7 белая пешка · c6 чёрная пешка · c4 чёрная пешка · a2 чёрная пешка · c2 белый король · h2 чёрный перевёрнутый ферзь · a1 чёрный король · b1 чёрный перевёрнутый ферзь | b8 чёрный перевёрнутый ферзь · h7 белая пешка · c6 чёрная пешка · c4 чёрная пешка · a2 чёрная пешка · c2 белый король · h2 чёрный перевёрнутый ферзь · a1 чёрный король · b1 чёрный перевёрнутый ферзь | b8 чёрный перевёрнутый ферзь · h7 белая пешка · c6 чёрная пешка · c4 чёрная пешка · a2 чёрная пешка · c2 белый король · h2 чёрный перевёрнутый ферзь · a1 чёрный король · b1 чёрный перевёрнутый ферзь | b8 чёрный перевёрнутый ферзь · h7 белая пешка · c6 чёрная пешка · c4 чёрная пешка · a2 чёрная пешка · c2 белый король · h2 чёрный перевёрнутый ферзь · a1 чёрный король · b1 чёрный перевёрнутый ферзь | 4 |
| 3 | b8 чёрный перевёрнутый ферзь · h7 белая пешка · c6 чёрная пешка · c4 чёрная пешка · a2 чёрная пешка · c2 белый король · h2 чёрный перевёрнутый ферзь · a1 чёрный король · b1 чёрный перевёрнутый ферзь | b8 чёрный перевёрнутый ферзь · h7 белая пешка · c6 чёрная пешка · c4 чёрная пешка · a2 чёрная пешка · c2 белый король · h2 чёрный перевёрнутый ферзь · a1 чёрный король · b1 чёрный перевёрнутый ферзь | b8 чёрный перевёрнутый ферзь · h7 белая пешка · c6 чёрная пешка · c4 чёрная пешка · a2 чёрная пешка · c2 белый король · h2 чёрный перевёрнутый ферзь · a1 чёрный король · b1 чёрный перевёрнутый ферзь | b8 чёрный перевёрнутый ферзь · h7 белая пешка · c6 чёрная пешка · c4 чёрная пешка · a2 чёрная пешка · c2 белый король · h2 чёрный перевёрнутый ферзь · a1 чёрный король · b1 чёрный перевёрнутый ферзь | b8 чёрный перевёрнутый ферзь · h7 белая пешка · c6 чёрная пешка · c4 чёрная пешка · a2 чёрная пешка · c2 белый король · h2 чёрный перевёрнутый ферзь · a1 чёрный король · b1 чёрный перевёрнутый ферзь | b8 чёрный перевёрнутый ферзь · h7 белая пешка · c6 чёрная пешка · c4 чёрная пешка · a2 чёрная пешка · c2 белый король · h2 чёрный перевёрнутый ферзь · a1 чёрный король · b1 чёрный перевёрнутый ферзь | b8 чёрный перевёрнутый ферзь · h7 белая пешка · c6 чёрная пешка · c4 чёрная пешка · a2 чёрная пешка · c2 белый король · h2 чёрный перевёрнутый ферзь · a1 чёрный король · b1 чёрный перевёрнутый ферзь | b8 чёрный перевёрнутый ферзь · h7 белая пешка · c6 чёрная пешка · c4 чёрная пешка · a2 чёрная пешка · c2 белый король · h2 чёрный перевёрнутый ферзь · a1 чёрный король · b1 чёрный перевёрнутый ферзь | 3 |
| 2 | b8 чёрный перевёрнутый ферзь · h7 белая пешка · c6 чёрная пешка · c4 чёрная пешка · a2 чёрная пешка · c2 белый король · h2 чёрный перевёрнутый ферзь · a1 чёрный король · b1 чёрный перевёрнутый ферзь | b8 чёрный перевёрнутый ферзь · h7 белая пешка · c6 чёрная пешка · c4 чёрная пешка · a2 чёрная пешка · c2 белый король · h2 чёрный перевёрнутый ферзь · a1 чёрный король · b1 чёрный перевёрнутый ферзь | b8 чёрный перевёрнутый ферзь · h7 белая пешка · c6 чёрная пешка · c4 чёрная пешка · a2 чёрная пешка · c2 белый король · h2 чёрный перевёрнутый ферзь · a1 чёрный король · b1 чёрный перевёрнутый ферзь | b8 чёрный перевёрнутый ферзь · h7 белая пешка · c6 чёрная пешка · c4 чёрная пешка · a2 чёрная пешка · c2 белый король · h2 чёрный перевёрнутый ферзь · a1 чёрный король · b1 чёрный перевёрнутый ферзь | b8 чёрный перевёрнутый ферзь · h7 белая пешка · c6 чёрная пешка · c4 чёрная пешка · a2 чёрная пешка · c2 белый король · h2 чёрный перевёрнутый ферзь · a1 чёрный король · b1 чёрный перевёрнутый ферзь | b8 чёрный перевёрнутый ферзь · h7 белая пешка · c6 чёрная пешка · c4 чёрная пешка · a2 чёрная пешка · c2 белый король · h2 чёрный перевёрнутый ферзь · a1 чёрный король · b1 чёрный перевёрнутый ферзь | b8 чёрный перевёрнутый ферзь · h7 белая пешка · c6 чёрная пешка · c4 чёрная пешка · a2 чёрная пешка · c2 белый король · h2 чёрный перевёрнутый ферзь · a1 чёрный король · b1 чёрный перевёрнутый ферзь | b8 чёрный перевёрнутый ферзь · h7 белая пешка · c6 чёрная пешка · c4 чёрная пешка · a2 чёрная пешка · c2 белый король · h2 чёрный перевёрнутый ферзь · a1 чёрный король · b1 чёрный перевёрнутый ферзь | 2 |
| 1 | b8 чёрный перевёрнутый ферзь · h7 белая пешка · c6 чёрная пешка · c4 чёрная пешка · a2 чёрная пешка · c2 белый король · h2 чёрный перевёрнутый ферзь · a1 чёрный король · b1 чёрный перевёрнутый ферзь | b8 чёрный перевёрнутый ферзь · h7 белая пешка · c6 чёрная пешка · c4 чёрная пешка · a2 чёрная пешка · c2 белый король · h2 чёрный перевёрнутый ферзь · a1 чёрный король · b1 чёрный перевёрнутый ферзь | b8 чёрный перевёрнутый ферзь · h7 белая пешка · c6 чёрная пешка · c4 чёрная пешка · a2 чёрная пешка · c2 белый король · h2 чёрный перевёрнутый ферзь · a1 чёрный король · b1 чёрный перевёрнутый ферзь | b8 чёрный перевёрнутый ферзь · h7 белая пешка · c6 чёрная пешка · c4 чёрная пешка · a2 чёрная пешка · c2 белый король · h2 чёрный перевёрнутый ферзь · a1 чёрный король · b1 чёрный перевёрнутый ферзь | b8 чёрный перевёрнутый ферзь · h7 белая пешка · c6 чёрная пешка · c4 чёрная пешка · a2 чёрная пешка · c2 белый король · h2 чёрный перевёрнутый ферзь · a1 чёрный король · b1 чёрный перевёрнутый ферзь | b8 чёрный перевёрнутый ферзь · h7 белая пешка · c6 чёрная пешка · c4 чёрная пешка · a2 чёрная пешка · c2 белый король · h2 чёрный перевёрнутый ферзь · a1 чёрный король · b1 чёрный перевёрнутый ферзь | b8 чёрный перевёрнутый ферзь · h7 белая пешка · c6 чёрная пешка · c4 чёрная пешка · a2 чёрная пешка · c2 белый король · h2 чёрный перевёрнутый ферзь · a1 чёрный король · b1 чёрный перевёрнутый ферзь | b8 чёрный перевёрнутый ферзь · h7 белая пешка · c6 чёрная пешка · c4 чёрная пешка · a2 чёрная пешка · c2 белый король · h2 чёрный перевёрнутый ферзь · a1 чёрный король · b1 чёрный перевёрнутый ферзь | 1 |
|   | a | b | c | d | e | f | g | h |   |

1.h8=G! ~ 2.Ga8#; 
 1... Ge5 2.♔c3 ~ 3.Gh1#;
 2... Gb2 3.♔×c4#
|   | a | b | c | d | e | f | g | h |   |
| - | --- | --- | --- | --- | --- | --- | --- | --- | - |
| 8 | b8 белый перевёрнутый конь · c8 белый перевёрнутый ферзь · d8 белый ферзь · e8 чёрный слон · g8 белый слон · h8 белый слон · a7 белый перевёрнутый ферзь · c7 чёрный перевёрнутый ферзь · d7 чёрный перевёрнутый ферзь · f7 чёрный перевёрнутый конь · c6 белая пешка · d6 чёрная ладья · h6 белый перевёрнутый ферзь · c5 белая пешка · d5 чёрный король · e5 чёрная пешка · f5 чёрный перевёрнутый ферзь · h5 белая ладья · h4 чёрная пешка · c3 белый король · d3 чёрная пешка · h3 белый конь · c2 белая пешка · d2 белая ладья · f2 чёрная пешка · g2 белая пешка · h2 чёрный перевёрнутый ферзь · b1 белый перевёрнутый ферзь · f1 чёрный перевёрнутый ферзь | b8 белый перевёрнутый конь · c8 белый перевёрнутый ферзь · d8 белый ферзь · e8 чёрный слон · g8 белый слон · h8 белый слон · a7 белый перевёрнутый ферзь · c7 чёрный перевёрнутый ферзь · d7 чёрный перевёрнутый ферзь · f7 чёрный перевёрнутый конь · c6 белая пешка · d6 чёрная ладья · h6 белый перевёрнутый ферзь · c5 белая пешка · d5 чёрный король · e5 чёрная пешка · f5 чёрный перевёрнутый ферзь · h5 белая ладья · h4 чёрная пешка · c3 белый король · d3 чёрная пешка · h3 белый конь · c2 белая пешка · d2 белая ладья · f2 чёрная пешка · g2 белая пешка · h2 чёрный перевёрнутый ферзь · b1 белый перевёрнутый ферзь · f1 чёрный перевёрнутый ферзь | b8 белый перевёрнутый конь · c8 белый перевёрнутый ферзь · d8 белый ферзь · e8 чёрный слон · g8 белый слон · h8 белый слон · a7 белый перевёрнутый ферзь · c7 чёрный перевёрнутый ферзь · d7 чёрный перевёрнутый ферзь · f7 чёрный перевёрнутый конь · c6 белая пешка · d6 чёрная ладья · h6 белый перевёрнутый ферзь · c5 белая пешка · d5 чёрный король · e5 чёрная пешка · f5 чёрный перевёрнутый ферзь · h5 белая ладья · h4 чёрная пешка · c3 белый король · d3 чёрная пешка · h3 белый конь · c2 белая пешка · d2 белая ладья · f2 чёрная пешка · g2 белая пешка · h2 чёрный перевёрнутый ферзь · b1 белый перевёрнутый ферзь · f1 чёрный перевёрнутый ферзь | b8 белый перевёрнутый конь · c8 белый перевёрнутый ферзь · d8 белый ферзь · e8 чёрный слон · g8 белый слон · h8 белый слон · a7 белый перевёрнутый ферзь · c7 чёрный перевёрнутый ферзь · d7 чёрный перевёрнутый ферзь · f7 чёрный перевёрнутый конь · c6 белая пешка · d6 чёрная ладья · h6 белый перевёрнутый ферзь · c5 белая пешка · d5 чёрный король · e5 чёрная пешка · f5 чёрный перевёрнутый ферзь · h5 белая ладья · h4 чёрная пешка · c3 белый король · d3 чёрная пешка · h3 белый конь · c2 белая пешка · d2 белая ладья · f2 чёрная пешка · g2 белая пешка · h2 чёрный перевёрнутый ферзь · b1 белый перевёрнутый ферзь · f1 чёрный перевёрнутый ферзь | b8 белый перевёрнутый конь · c8 белый перевёрнутый ферзь · d8 белый ферзь · e8 чёрный слон · g8 белый слон · h8 белый слон · a7 белый перевёрнутый ферзь · c7 чёрный перевёрнутый ферзь · d7 чёрный перевёрнутый ферзь · f7 чёрный перевёрнутый конь · c6 белая пешка · d6 чёрная ладья · h6 белый перевёрнутый ферзь · c5 белая пешка · d5 чёрный король · e5 чёрная пешка · f5 чёрный перевёрнутый ферзь · h5 белая ладья · h4 чёрная пешка · c3 белый король · d3 чёрная пешка · h3 белый конь · c2 белая пешка · d2 белая ладья · f2 чёрная пешка · g2 белая пешка · h2 чёрный перевёрнутый ферзь · b1 белый перевёрнутый ферзь · f1 чёрный перевёрнутый ферзь | b8 белый перевёрнутый конь · c8 белый перевёрнутый ферзь · d8 белый ферзь · e8 чёрный слон · g8 белый слон · h8 белый слон · a7 белый перевёрнутый ферзь · c7 чёрный перевёрнутый ферзь · d7 чёрный перевёрнутый ферзь · f7 чёрный перевёрнутый конь · c6 белая пешка · d6 чёрная ладья · h6 белый перевёрнутый ферзь · c5 белая пешка · d5 чёрный король · e5 чёрная пешка · f5 чёрный перевёрнутый ферзь · h5 белая ладья · h4 чёрная пешка · c3 белый король · d3 чёрная пешка · h3 белый конь · c2 белая пешка · d2 белая ладья · f2 чёрная пешка · g2 белая пешка · h2 чёрный перевёрнутый ферзь · b1 белый перевёрнутый ферзь · f1 чёрный перевёрнутый ферзь | b8 белый перевёрнутый конь · c8 белый перевёрнутый ферзь · d8 белый ферзь · e8 чёрный слон · g8 белый слон · h8 белый слон · a7 белый перевёрнутый ферзь · c7 чёрный перевёрнутый ферзь · d7 чёрный перевёрнутый ферзь · f7 чёрный перевёрнутый конь · c6 белая пешка · d6 чёрная ладья · h6 белый перевёрнутый ферзь · c5 белая пешка · d5 чёрный король · e5 чёрная пешка · f5 чёрный перевёрнутый ферзь · h5 белая ладья · h4 чёрная пешка · c3 белый король · d3 чёрная пешка · h3 белый конь · c2 белая пешка · d2 белая ладья · f2 чёрная пешка · g2 белая пешка · h2 чёрный перевёрнутый ферзь · b1 белый перевёрнутый ферзь · f1 чёрный перевёрнутый ферзь | b8 белый перевёрнутый конь · c8 белый перевёрнутый ферзь · d8 белый ферзь · e8 чёрный слон · g8 белый слон · h8 белый слон · a7 белый перевёрнутый ферзь · c7 чёрный перевёрнутый ферзь · d7 чёрный перевёрнутый ферзь · f7 чёрный перевёрнутый конь · c6 белая пешка · d6 чёрная ладья · h6 белый перевёрнутый ферзь · c5 белая пешка · d5 чёрный король · e5 чёрная пешка · f5 чёрный перевёрнутый ферзь · h5 белая ладья · h4 чёрная пешка · c3 белый король · d3 чёрная пешка · h3 белый конь · c2 белая пешка · d2 белая ладья · f2 чёрная пешка · g2 белая пешка · h2 чёрный перевёрнутый ферзь · b1 белый перевёрнутый ферзь · f1 чёрный перевёрнутый ферзь | 8 |
| 7 | b8 белый перевёрнутый конь · c8 белый перевёрнутый ферзь · d8 белый ферзь · e8 чёрный слон · g8 белый слон · h8 белый слон · a7 белый перевёрнутый ферзь · c7 чёрный перевёрнутый ферзь · d7 чёрный перевёрнутый ферзь · f7 чёрный перевёрнутый конь · c6 белая пешка · d6 чёрная ладья · h6 белый перевёрнутый ферзь · c5 белая пешка · d5 чёрный король · e5 чёрная пешка · f5 чёрный перевёрнутый ферзь · h5 белая ладья · h4 чёрная пешка · c3 белый король · d3 чёрная пешка · h3 белый конь · c2 белая пешка · d2 белая ладья · f2 чёрная пешка · g2 белая пешка · h2 чёрный перевёрнутый ферзь · b1 белый перевёрнутый ферзь · f1 чёрный перевёрнутый ферзь | b8 белый перевёрнутый конь · c8 белый перевёрнутый ферзь · d8 белый ферзь · e8 чёрный слон · g8 белый слон · h8 белый слон · a7 белый перевёрнутый ферзь · c7 чёрный перевёрнутый ферзь · d7 чёрный перевёрнутый ферзь · f7 чёрный перевёрнутый конь · c6 белая пешка · d6 чёрная ладья · h6 белый перевёрнутый ферзь · c5 белая пешка · d5 чёрный король · e5 чёрная пешка · f5 чёрный перевёрнутый ферзь · h5 белая ладья · h4 чёрная пешка · c3 белый король · d3 чёрная пешка · h3 белый конь · c2 белая пешка · d2 белая ладья · f2 чёрная пешка · g2 белая пешка · h2 чёрный перевёрнутый ферзь · b1 белый перевёрнутый ферзь · f1 чёрный перевёрнутый ферзь | b8 белый перевёрнутый конь · c8 белый перевёрнутый ферзь · d8 белый ферзь · e8 чёрный слон · g8 белый слон · h8 белый слон · a7 белый перевёрнутый ферзь · c7 чёрный перевёрнутый ферзь · d7 чёрный перевёрнутый ферзь · f7 чёрный перевёрнутый конь · c6 белая пешка · d6 чёрная ладья · h6 белый перевёрнутый ферзь · c5 белая пешка · d5 чёрный король · e5 чёрная пешка · f5 чёрный перевёрнутый ферзь · h5 белая ладья · h4 чёрная пешка · c3 белый король · d3 чёрная пешка · h3 белый конь · c2 белая пешка · d2 белая ладья · f2 чёрная пешка · g2 белая пешка · h2 чёрный перевёрнутый ферзь · b1 белый перевёрнутый ферзь · f1 чёрный перевёрнутый ферзь | b8 белый перевёрнутый конь · c8 белый перевёрнутый ферзь · d8 белый ферзь · e8 чёрный слон · g8 белый слон · h8 белый слон · a7 белый перевёрнутый ферзь · c7 чёрный перевёрнутый ферзь · d7 чёрный перевёрнутый ферзь · f7 чёрный перевёрнутый конь · c6 белая пешка · d6 чёрная ладья · h6 белый перевёрнутый ферзь · c5 белая пешка · d5 чёрный король · e5 чёрная пешка · f5 чёрный перевёрнутый ферзь · h5 белая ладья · h4 чёрная пешка · c3 белый король · d3 чёрная пешка · h3 белый конь · c2 белая пешка · d2 белая ладья · f2 чёрная пешка · g2 белая пешка · h2 чёрный перевёрнутый ферзь · b1 белый перевёрнутый ферзь · f1 чёрный перевёрнутый ферзь | b8 белый перевёрнутый конь · c8 белый перевёрнутый ферзь · d8 белый ферзь · e8 чёрный слон · g8 белый слон · h8 белый слон · a7 белый перевёрнутый ферзь · c7 чёрный перевёрнутый ферзь · d7 чёрный перевёрнутый ферзь · f7 чёрный перевёрнутый конь · c6 белая пешка · d6 чёрная ладья · h6 белый перевёрнутый ферзь · c5 белая пешка · d5 чёрный король · e5 чёрная пешка · f5 чёрный перевёрнутый ферзь · h5 белая ладья · h4 чёрная пешка · c3 белый король · d3 чёрная пешка · h3 белый конь · c2 белая пешка · d2 белая ладья · f2 чёрная пешка · g2 белая пешка · h2 чёрный перевёрнутый ферзь · b1 белый перевёрнутый ферзь · f1 чёрный перевёрнутый ферзь | b8 белый перевёрнутый конь · c8 белый перевёрнутый ферзь · d8 белый ферзь · e8 чёрный слон · g8 белый слон · h8 белый слон · a7 белый перевёрнутый ферзь · c7 чёрный перевёрнутый ферзь · d7 чёрный перевёрнутый ферзь · f7 чёрный перевёрнутый конь · c6 белая пешка · d6 чёрная ладья · h6 белый перевёрнутый ферзь · c5 белая пешка · d5 чёрный король · e5 чёрная пешка · f5 чёрный перевёрнутый ферзь · h5 белая ладья · h4 чёрная пешка · c3 белый король · d3 чёрная пешка · h3 белый конь · c2 белая пешка · d2 белая ладья · f2 чёрная пешка · g2 белая пешка · h2 чёрный перевёрнутый ферзь · b1 белый перевёрнутый ферзь · f1 чёрный перевёрнутый ферзь | b8 белый перевёрнутый конь · c8 белый перевёрнутый ферзь · d8 белый ферзь · e8 чёрный слон · g8 белый слон · h8 белый слон · a7 белый перевёрнутый ферзь · c7 чёрный перевёрнутый ферзь · d7 чёрный перевёрнутый ферзь · f7 чёрный перевёрнутый конь · c6 белая пешка · d6 чёрная ладья · h6 белый перевёрнутый ферзь · c5 белая пешка · d5 чёрный король · e5 чёрная пешка · f5 чёрный перевёрнутый ферзь · h5 белая ладья · h4 чёрная пешка · c3 белый король · d3 чёрная пешка · h3 белый конь · c2 белая пешка · d2 белая ладья · f2 чёрная пешка · g2 белая пешка · h2 чёрный перевёрнутый ферзь · b1 белый перевёрнутый ферзь · f1 чёрный перевёрнутый ферзь | b8 белый перевёрнутый конь · c8 белый перевёрнутый ферзь · d8 белый ферзь · e8 чёрный слон · g8 белый слон · h8 белый слон · a7 белый перевёрнутый ферзь · c7 чёрный перевёрнутый ферзь · d7 чёрный перевёрнутый ферзь · f7 чёрный перевёрнутый конь · c6 белая пешка · d6 чёрная ладья · h6 белый перевёрнутый ферзь · c5 белая пешка · d5 чёрный король · e5 чёрная пешка · f5 чёрный перевёрнутый ферзь · h5 белая ладья · h4 чёрная пешка · c3 белый король · d3 чёрная пешка · h3 белый конь · c2 белая пешка · d2 белая ладья · f2 чёрная пешка · g2 белая пешка · h2 чёрный перевёрнутый ферзь · b1 белый перевёрнутый ферзь · f1 чёрный перевёрнутый ферзь | 7 |
| 6 | b8 белый перевёрнутый конь · c8 белый перевёрнутый ферзь · d8 белый ферзь · e8 чёрный слон · g8 белый слон · h8 белый слон · a7 белый перевёрнутый ферзь · c7 чёрный перевёрнутый ферзь · d7 чёрный перевёрнутый ферзь · f7 чёрный перевёрнутый конь · c6 белая пешка · d6 чёрная ладья · h6 белый перевёрнутый ферзь · c5 белая пешка · d5 чёрный король · e5 чёрная пешка · f5 чёрный перевёрнутый ферзь · h5 белая ладья · h4 чёрная пешка · c3 белый король · d3 чёрная пешка · h3 белый конь · c2 белая пешка · d2 белая ладья · f2 чёрная пешка · g2 белая пешка · h2 чёрный перевёрнутый ферзь · b1 белый перевёрнутый ферзь · f1 чёрный перевёрнутый ферзь | b8 белый перевёрнутый конь · c8 белый перевёрнутый ферзь · d8 белый ферзь · e8 чёрный слон · g8 белый слон · h8 белый слон · a7 белый перевёрнутый ферзь · c7 чёрный перевёрнутый ферзь · d7 чёрный перевёрнутый ферзь · f7 чёрный перевёрнутый конь · c6 белая пешка · d6 чёрная ладья · h6 белый перевёрнутый ферзь · c5 белая пешка · d5 чёрный король · e5 чёрная пешка · f5 чёрный перевёрнутый ферзь · h5 белая ладья · h4 чёрная пешка · c3 белый король · d3 чёрная пешка · h3 белый конь · c2 белая пешка · d2 белая ладья · f2 чёрная пешка · g2 белая пешка · h2 чёрный перевёрнутый ферзь · b1 белый перевёрнутый ферзь · f1 чёрный перевёрнутый ферзь | b8 белый перевёрнутый конь · c8 белый перевёрнутый ферзь · d8 белый ферзь · e8 чёрный слон · g8 белый слон · h8 белый слон · a7 белый перевёрнутый ферзь · c7 чёрный перевёрнутый ферзь · d7 чёрный перевёрнутый ферзь · f7 чёрный перевёрнутый конь · c6 белая пешка · d6 чёрная ладья · h6 белый перевёрнутый ферзь · c5 белая пешка · d5 чёрный король · e5 чёрная пешка · f5 чёрный перевёрнутый ферзь · h5 белая ладья · h4 чёрная пешка · c3 белый король · d3 чёрная пешка · h3 белый конь · c2 белая пешка · d2 белая ладья · f2 чёрная пешка · g2 белая пешка · h2 чёрный перевёрнутый ферзь · b1 белый перевёрнутый ферзь · f1 чёрный перевёрнутый ферзь | b8 белый перевёрнутый конь · c8 белый перевёрнутый ферзь · d8 белый ферзь · e8 чёрный слон · g8 белый слон · h8 белый слон · a7 белый перевёрнутый ферзь · c7 чёрный перевёрнутый ферзь · d7 чёрный перевёрнутый ферзь · f7 чёрный перевёрнутый конь · c6 белая пешка · d6 чёрная ладья · h6 белый перевёрнутый ферзь · c5 белая пешка · d5 чёрный король · e5 чёрная пешка · f5 чёрный перевёрнутый ферзь · h5 белая ладья · h4 чёрная пешка · c3 белый король · d3 чёрная пешка · h3 белый конь · c2 белая пешка · d2 белая ладья · f2 чёрная пешка · g2 белая пешка · h2 чёрный перевёрнутый ферзь · b1 белый перевёрнутый ферзь · f1 чёрный перевёрнутый ферзь | b8 белый перевёрнутый конь · c8 белый перевёрнутый ферзь · d8 белый ферзь · e8 чёрный слон · g8 белый слон · h8 белый слон · a7 белый перевёрнутый ферзь · c7 чёрный перевёрнутый ферзь · d7 чёрный перевёрнутый ферзь · f7 чёрный перевёрнутый конь · c6 белая пешка · d6 чёрная ладья · h6 белый перевёрнутый ферзь · c5 белая пешка · d5 чёрный король · e5 чёрная пешка · f5 чёрный перевёрнутый ферзь · h5 белая ладья · h4 чёрная пешка · c3 белый король · d3 чёрная пешка · h3 белый конь · c2 белая пешка · d2 белая ладья · f2 чёрная пешка · g2 белая пешка · h2 чёрный перевёрнутый ферзь · b1 белый перевёрнутый ферзь · f1 чёрный перевёрнутый ферзь | b8 белый перевёрнутый конь · c8 белый перевёрнутый ферзь · d8 белый ферзь · e8 чёрный слон · g8 белый слон · h8 белый слон · a7 белый перевёрнутый ферзь · c7 чёрный перевёрнутый ферзь · d7 чёрный перевёрнутый ферзь · f7 чёрный перевёрнутый конь · c6 белая пешка · d6 чёрная ладья · h6 белый перевёрнутый ферзь · c5 белая пешка · d5 чёрный король · e5 чёрная пешка · f5 чёрный перевёрнутый ферзь · h5 белая ладья · h4 чёрная пешка · c3 белый король · d3 чёрная пешка · h3 белый конь · c2 белая пешка · d2 белая ладья · f2 чёрная пешка · g2 белая пешка · h2 чёрный перевёрнутый ферзь · b1 белый перевёрнутый ферзь · f1 чёрный перевёрнутый ферзь | b8 белый перевёрнутый конь · c8 белый перевёрнутый ферзь · d8 белый ферзь · e8 чёрный слон · g8 белый слон · h8 белый слон · a7 белый перевёрнутый ферзь · c7 чёрный перевёрнутый ферзь · d7 чёрный перевёрнутый ферзь · f7 чёрный перевёрнутый конь · c6 белая пешка · d6 чёрная ладья · h6 белый перевёрнутый ферзь · c5 белая пешка · d5 чёрный король · e5 чёрная пешка · f5 чёрный перевёрнутый ферзь · h5 белая ладья · h4 чёрная пешка · c3 белый король · d3 чёрная пешка · h3 белый конь · c2 белая пешка · d2 белая ладья · f2 чёрная пешка · g2 белая пешка · h2 чёрный перевёрнутый ферзь · b1 белый перевёрнутый ферзь · f1 чёрный перевёрнутый ферзь | b8 белый перевёрнутый конь · c8 белый перевёрнутый ферзь · d8 белый ферзь · e8 чёрный слон · g8 белый слон · h8 белый слон · a7 белый перевёрнутый ферзь · c7 чёрный перевёрнутый ферзь · d7 чёрный перевёрнутый ферзь · f7 чёрный перевёрнутый конь · c6 белая пешка · d6 чёрная ладья · h6 белый перевёрнутый ферзь · c5 белая пешка · d5 чёрный король · e5 чёрная пешка · f5 чёрный перевёрнутый ферзь · h5 белая ладья · h4 чёрная пешка · c3 белый король · d3 чёрная пешка · h3 белый конь · c2 белая пешка · d2 белая ладья · f2 чёрная пешка · g2 белая пешка · h2 чёрный перевёрнутый ферзь · b1 белый перевёрнутый ферзь · f1 чёрный перевёрнутый ферзь | 6 |
| 5 | b8 белый перевёрнутый конь · c8 белый перевёрнутый ферзь · d8 белый ферзь · e8 чёрный слон · g8 белый слон · h8 белый слон · a7 белый перевёрнутый ферзь · c7 чёрный перевёрнутый ферзь · d7 чёрный перевёрнутый ферзь · f7 чёрный перевёрнутый конь · c6 белая пешка · d6 чёрная ладья · h6 белый перевёрнутый ферзь · c5 белая пешка · d5 чёрный король · e5 чёрная пешка · f5 чёрный перевёрнутый ферзь · h5 белая ладья · h4 чёрная пешка · c3 белый король · d3 чёрная пешка · h3 белый конь · c2 белая пешка · d2 белая ладья · f2 чёрная пешка · g2 белая пешка · h2 чёрный перевёрнутый ферзь · b1 белый перевёрнутый ферзь · f1 чёрный перевёрнутый ферзь | b8 белый перевёрнутый конь · c8 белый перевёрнутый ферзь · d8 белый ферзь · e8 чёрный слон · g8 белый слон · h8 белый слон · a7 белый перевёрнутый ферзь · c7 чёрный перевёрнутый ферзь · d7 чёрный перевёрнутый ферзь · f7 чёрный перевёрнутый конь · c6 белая пешка · d6 чёрная ладья · h6 белый перевёрнутый ферзь · c5 белая пешка · d5 чёрный король · e5 чёрная пешка · f5 чёрный перевёрнутый ферзь · h5 белая ладья · h4 чёрная пешка · c3 белый король · d3 чёрная пешка · h3 белый конь · c2 белая пешка · d2 белая ладья · f2 чёрная пешка · g2 белая пешка · h2 чёрный перевёрнутый ферзь · b1 белый перевёрнутый ферзь · f1 чёрный перевёрнутый ферзь | b8 белый перевёрнутый конь · c8 белый перевёрнутый ферзь · d8 белый ферзь · e8 чёрный слон · g8 белый слон · h8 белый слон · a7 белый перевёрнутый ферзь · c7 чёрный перевёрнутый ферзь · d7 чёрный перевёрнутый ферзь · f7 чёрный перевёрнутый конь · c6 белая пешка · d6 чёрная ладья · h6 белый перевёрнутый ферзь · c5 белая пешка · d5 чёрный король · e5 чёрная пешка · f5 чёрный перевёрнутый ферзь · h5 белая ладья · h4 чёрная пешка · c3 белый король · d3 чёрная пешка · h3 белый конь · c2 белая пешка · d2 белая ладья · f2 чёрная пешка · g2 белая пешка · h2 чёрный перевёрнутый ферзь · b1 белый перевёрнутый ферзь · f1 чёрный перевёрнутый ферзь | b8 белый перевёрнутый конь · c8 белый перевёрнутый ферзь · d8 белый ферзь · e8 чёрный слон · g8 белый слон · h8 белый слон · a7 белый перевёрнутый ферзь · c7 чёрный перевёрнутый ферзь · d7 чёрный перевёрнутый ферзь · f7 чёрный перевёрнутый конь · c6 белая пешка · d6 чёрная ладья · h6 белый перевёрнутый ферзь · c5 белая пешка · d5 чёрный король · e5 чёрная пешка · f5 чёрный перевёрнутый ферзь · h5 белая ладья · h4 чёрная пешка · c3 белый король · d3 чёрная пешка · h3 белый конь · c2 белая пешка · d2 белая ладья · f2 чёрная пешка · g2 белая пешка · h2 чёрный перевёрнутый ферзь · b1 белый перевёрнутый ферзь · f1 чёрный перевёрнутый ферзь | b8 белый перевёрнутый конь · c8 белый перевёрнутый ферзь · d8 белый ферзь · e8 чёрный слон · g8 белый слон · h8 белый слон · a7 белый перевёрнутый ферзь · c7 чёрный перевёрнутый ферзь · d7 чёрный перевёрнутый ферзь · f7 чёрный перевёрнутый конь · c6 белая пешка · d6 чёрная ладья · h6 белый перевёрнутый ферзь · c5 белая пешка · d5 чёрный король · e5 чёрная пешка · f5 чёрный перевёрнутый ферзь · h5 белая ладья · h4 чёрная пешка · c3 белый король · d3 чёрная пешка · h3 белый конь · c2 белая пешка · d2 белая ладья · f2 чёрная пешка · g2 белая пешка · h2 чёрный перевёрнутый ферзь · b1 белый перевёрнутый ферзь · f1 чёрный перевёрнутый ферзь | b8 белый перевёрнутый конь · c8 белый перевёрнутый ферзь · d8 белый ферзь · e8 чёрный слон · g8 белый слон · h8 белый слон · a7 белый перевёрнутый ферзь · c7 чёрный перевёрнутый ферзь · d7 чёрный перевёрнутый ферзь · f7 чёрный перевёрнутый конь · c6 белая пешка · d6 чёрная ладья · h6 белый перевёрнутый ферзь · c5 белая пешка · d5 чёрный король · e5 чёрная пешка · f5 чёрный перевёрнутый ферзь · h5 белая ладья · h4 чёрная пешка · c3 белый король · d3 чёрная пешка · h3 белый конь · c2 белая пешка · d2 белая ладья · f2 чёрная пешка · g2 белая пешка · h2 чёрный перевёрнутый ферзь · b1 белый перевёрнутый ферзь · f1 чёрный перевёрнутый ферзь | b8 белый перевёрнутый конь · c8 белый перевёрнутый ферзь · d8 белый ферзь · e8 чёрный слон · g8 белый слон · h8 белый слон · a7 белый перевёрнутый ферзь · c7 чёрный перевёрнутый ферзь · d7 чёрный перевёрнутый ферзь · f7 чёрный перевёрнутый конь · c6 белая пешка · d6 чёрная ладья · h6 белый перевёрнутый ферзь · c5 белая пешка · d5 чёрный король · e5 чёрная пешка · f5 чёрный перевёрнутый ферзь · h5 белая ладья · h4 чёрная пешка · c3 белый король · d3 чёрная пешка · h3 белый конь · c2 белая пешка · d2 белая ладья · f2 чёрная пешка · g2 белая пешка · h2 чёрный перевёрнутый ферзь · b1 белый перевёрнутый ферзь · f1 чёрный перевёрнутый ферзь | b8 белый перевёрнутый конь · c8 белый перевёрнутый ферзь · d8 белый ферзь · e8 чёрный слон · g8 белый слон · h8 белый слон · a7 белый перевёрнутый ферзь · c7 чёрный перевёрнутый ферзь · d7 чёрный перевёрнутый ферзь · f7 чёрный перевёрнутый конь · c6 белая пешка · d6 чёрная ладья · h6 белый перевёрнутый ферзь · c5 белая пешка · d5 чёрный король · e5 чёрная пешка · f5 чёрный перевёрнутый ферзь · h5 белая ладья · h4 чёрная пешка · c3 белый король · d3 чёрная пешка · h3 белый конь · c2 белая пешка · d2 белая ладья · f2 чёрная пешка · g2 белая пешка · h2 чёрный перевёрнутый ферзь · b1 белый перевёрнутый ферзь · f1 чёрный перевёрнутый ферзь | 5 |
| 4 | b8 белый перевёрнутый конь · c8 белый перевёрнутый ферзь · d8 белый ферзь · e8 чёрный слон · g8 белый слон · h8 белый слон · a7 белый перевёрнутый ферзь · c7 чёрный перевёрнутый ферзь · d7 чёрный перевёрнутый ферзь · f7 чёрный перевёрнутый конь · c6 белая пешка · d6 чёрная ладья · h6 белый перевёрнутый ферзь · c5 белая пешка · d5 чёрный король · e5 чёрная пешка · f5 чёрный перевёрнутый ферзь · h5 белая ладья · h4 чёрная пешка · c3 белый король · d3 чёрная пешка · h3 белый конь · c2 белая пешка · d2 белая ладья · f2 чёрная пешка · g2 белая пешка · h2 чёрный перевёрнутый ферзь · b1 белый перевёрнутый ферзь · f1 чёрный перевёрнутый ферзь | b8 белый перевёрнутый конь · c8 белый перевёрнутый ферзь · d8 белый ферзь · e8 чёрный слон · g8 белый слон · h8 белый слон · a7 белый перевёрнутый ферзь · c7 чёрный перевёрнутый ферзь · d7 чёрный перевёрнутый ферзь · f7 чёрный перевёрнутый конь · c6 белая пешка · d6 чёрная ладья · h6 белый перевёрнутый ферзь · c5 белая пешка · d5 чёрный король · e5 чёрная пешка · f5 чёрный перевёрнутый ферзь · h5 белая ладья · h4 чёрная пешка · c3 белый король · d3 чёрная пешка · h3 белый конь · c2 белая пешка · d2 белая ладья · f2 чёрная пешка · g2 белая пешка · h2 чёрный перевёрнутый ферзь · b1 белый перевёрнутый ферзь · f1 чёрный перевёрнутый ферзь | b8 белый перевёрнутый конь · c8 белый перевёрнутый ферзь · d8 белый ферзь · e8 чёрный слон · g8 белый слон · h8 белый слон · a7 белый перевёрнутый ферзь · c7 чёрный перевёрнутый ферзь · d7 чёрный перевёрнутый ферзь · f7 чёрный перевёрнутый конь · c6 белая пешка · d6 чёрная ладья · h6 белый перевёрнутый ферзь · c5 белая пешка · d5 чёрный король · e5 чёрная пешка · f5 чёрный перевёрнутый ферзь · h5 белая ладья · h4 чёрная пешка · c3 белый король · d3 чёрная пешка · h3 белый конь · c2 белая пешка · d2 белая ладья · f2 чёрная пешка · g2 белая пешка · h2 чёрный перевёрнутый ферзь · b1 белый перевёрнутый ферзь · f1 чёрный перевёрнутый ферзь | b8 белый перевёрнутый конь · c8 белый перевёрнутый ферзь · d8 белый ферзь · e8 чёрный слон · g8 белый слон · h8 белый слон · a7 белый перевёрнутый ферзь · c7 чёрный перевёрнутый ферзь · d7 чёрный перевёрнутый ферзь · f7 чёрный перевёрнутый конь · c6 белая пешка · d6 чёрная ладья · h6 белый перевёрнутый ферзь · c5 белая пешка · d5 чёрный король · e5 чёрная пешка · f5 чёрный перевёрнутый ферзь · h5 белая ладья · h4 чёрная пешка · c3 белый король · d3 чёрная пешка · h3 белый конь · c2 белая пешка · d2 белая ладья · f2 чёрная пешка · g2 белая пешка · h2 чёрный перевёрнутый ферзь · b1 белый перевёрнутый ферзь · f1 чёрный перевёрнутый ферзь | b8 белый перевёрнутый конь · c8 белый перевёрнутый ферзь · d8 белый ферзь · e8 чёрный слон · g8 белый слон · h8 белый слон · a7 белый перевёрнутый ферзь · c7 чёрный перевёрнутый ферзь · d7 чёрный перевёрнутый ферзь · f7 чёрный перевёрнутый конь · c6 белая пешка · d6 чёрная ладья · h6 белый перевёрнутый ферзь · c5 белая пешка · d5 чёрный король · e5 чёрная пешка · f5 чёрный перевёрнутый ферзь · h5 белая ладья · h4 чёрная пешка · c3 белый король · d3 чёрная пешка · h3 белый конь · c2 белая пешка · d2 белая ладья · f2 чёрная пешка · g2 белая пешка · h2 чёрный перевёрнутый ферзь · b1 белый перевёрнутый ферзь · f1 чёрный перевёрнутый ферзь | b8 белый перевёрнутый конь · c8 белый перевёрнутый ферзь · d8 белый ферзь · e8 чёрный слон · g8 белый слон · h8 белый слон · a7 белый перевёрнутый ферзь · c7 чёрный перевёрнутый ферзь · d7 чёрный перевёрнутый ферзь · f7 чёрный перевёрнутый конь · c6 белая пешка · d6 чёрная ладья · h6 белый перевёрнутый ферзь · c5 белая пешка · d5 чёрный король · e5 чёрная пешка · f5 чёрный перевёрнутый ферзь · h5 белая ладья · h4 чёрная пешка · c3 белый король · d3 чёрная пешка · h3 белый конь · c2 белая пешка · d2 белая ладья · f2 чёрная пешка · g2 белая пешка · h2 чёрный перевёрнутый ферзь · b1 белый перевёрнутый ферзь · f1 чёрный перевёрнутый ферзь | b8 белый перевёрнутый конь · c8 белый перевёрнутый ферзь · d8 белый ферзь · e8 чёрный слон · g8 белый слон · h8 белый слон · a7 белый перевёрнутый ферзь · c7 чёрный перевёрнутый ферзь · d7 чёрный перевёрнутый ферзь · f7 чёрный перевёрнутый конь · c6 белая пешка · d6 чёрная ладья · h6 белый перевёрнутый ферзь · c5 белая пешка · d5 чёрный король · e5 чёрная пешка · f5 чёрный перевёрнутый ферзь · h5 белая ладья · h4 чёрная пешка · c3 белый король · d3 чёрная пешка · h3 белый конь · c2 белая пешка · d2 белая ладья · f2 чёрная пешка · g2 белая пешка · h2 чёрный перевёрнутый ферзь · b1 белый перевёрнутый ферзь · f1 чёрный перевёрнутый ферзь | b8 белый перевёрнутый конь · c8 белый перевёрнутый ферзь · d8 белый ферзь · e8 чёрный слон · g8 белый слон · h8 белый слон · a7 белый перевёрнутый ферзь · c7 чёрный перевёрнутый ферзь · d7 чёрный перевёрнутый ферзь · f7 чёрный перевёрнутый конь · c6 белая пешка · d6 чёрная ладья · h6 белый перевёрнутый ферзь · c5 белая пешка · d5 чёрный король · e5 чёрная пешка · f5 чёрный перевёрнутый ферзь · h5 белая ладья · h4 чёрная пешка · c3 белый король · d3 чёрная пешка · h3 белый конь · c2 белая пешка · d2 белая ладья · f2 чёрная пешка · g2 белая пешка · h2 чёрный перевёрнутый ферзь · b1 белый перевёрнутый ферзь · f1 чёрный перевёрнутый ферзь | 4 |
| 3 | b8 белый перевёрнутый конь · c8 белый перевёрнутый ферзь · d8 белый ферзь · e8 чёрный слон · g8 белый слон · h8 белый слон · a7 белый перевёрнутый ферзь · c7 чёрный перевёрнутый ферзь · d7 чёрный перевёрнутый ферзь · f7 чёрный перевёрнутый конь · c6 белая пешка · d6 чёрная ладья · h6 белый перевёрнутый ферзь · c5 белая пешка · d5 чёрный король · e5 чёрная пешка · f5 чёрный перевёрнутый ферзь · h5 белая ладья · h4 чёрная пешка · c3 белый король · d3 чёрная пешка · h3 белый конь · c2 белая пешка · d2 белая ладья · f2 чёрная пешка · g2 белая пешка · h2 чёрный перевёрнутый ферзь · b1 белый перевёрнутый ферзь · f1 чёрный перевёрнутый ферзь | b8 белый перевёрнутый конь · c8 белый перевёрнутый ферзь · d8 белый ферзь · e8 чёрный слон · g8 белый слон · h8 белый слон · a7 белый перевёрнутый ферзь · c7 чёрный перевёрнутый ферзь · d7 чёрный перевёрнутый ферзь · f7 чёрный перевёрнутый конь · c6 белая пешка · d6 чёрная ладья · h6 белый перевёрнутый ферзь · c5 белая пешка · d5 чёрный король · e5 чёрная пешка · f5 чёрный перевёрнутый ферзь · h5 белая ладья · h4 чёрная пешка · c3 белый король · d3 чёрная пешка · h3 белый конь · c2 белая пешка · d2 белая ладья · f2 чёрная пешка · g2 белая пешка · h2 чёрный перевёрнутый ферзь · b1 белый перевёрнутый ферзь · f1 чёрный перевёрнутый ферзь | b8 белый перевёрнутый конь · c8 белый перевёрнутый ферзь · d8 белый ферзь · e8 чёрный слон · g8 белый слон · h8 белый слон · a7 белый перевёрнутый ферзь · c7 чёрный перевёрнутый ферзь · d7 чёрный перевёрнутый ферзь · f7 чёрный перевёрнутый конь · c6 белая пешка · d6 чёрная ладья · h6 белый перевёрнутый ферзь · c5 белая пешка · d5 чёрный король · e5 чёрная пешка · f5 чёрный перевёрнутый ферзь · h5 белая ладья · h4 чёрная пешка · c3 белый король · d3 чёрная пешка · h3 белый конь · c2 белая пешка · d2 белая ладья · f2 чёрная пешка · g2 белая пешка · h2 чёрный перевёрнутый ферзь · b1 белый перевёрнутый ферзь · f1 чёрный перевёрнутый ферзь | b8 белый перевёрнутый конь · c8 белый перевёрнутый ферзь · d8 белый ферзь · e8 чёрный слон · g8 белый слон · h8 белый слон · a7 белый перевёрнутый ферзь · c7 чёрный перевёрнутый ферзь · d7 чёрный перевёрнутый ферзь · f7 чёрный перевёрнутый конь · c6 белая пешка · d6 чёрная ладья · h6 белый перевёрнутый ферзь · c5 белая пешка · d5 чёрный король · e5 чёрная пешка · f5 чёрный перевёрнутый ферзь · h5 белая ладья · h4 чёрная пешка · c3 белый король · d3 чёрная пешка · h3 белый конь · c2 белая пешка · d2 белая ладья · f2 чёрная пешка · g2 белая пешка · h2 чёрный перевёрнутый ферзь · b1 белый перевёрнутый ферзь · f1 чёрный перевёрнутый ферзь | b8 белый перевёрнутый конь · c8 белый перевёрнутый ферзь · d8 белый ферзь · e8 чёрный слон · g8 белый слон · h8 белый слон · a7 белый перевёрнутый ферзь · c7 чёрный перевёрнутый ферзь · d7 чёрный перевёрнутый ферзь · f7 чёрный перевёрнутый конь · c6 белая пешка · d6 чёрная ладья · h6 белый перевёрнутый ферзь · c5 белая пешка · d5 чёрный король · e5 чёрная пешка · f5 чёрный перевёрнутый ферзь · h5 белая ладья · h4 чёрная пешка · c3 белый король · d3 чёрная пешка · h3 белый конь · c2 белая пешка · d2 белая ладья · f2 чёрная пешка · g2 белая пешка · h2 чёрный перевёрнутый ферзь · b1 белый перевёрнутый ферзь · f1 чёрный перевёрнутый ферзь | b8 белый перевёрнутый конь · c8 белый перевёрнутый ферзь · d8 белый ферзь · e8 чёрный слон · g8 белый слон · h8 белый слон · a7 белый перевёрнутый ферзь · c7 чёрный перевёрнутый ферзь · d7 чёрный перевёрнутый ферзь · f7 чёрный перевёрнутый конь · c6 белая пешка · d6 чёрная ладья · h6 белый перевёрнутый ферзь · c5 белая пешка · d5 чёрный король · e5 чёрная пешка · f5 чёрный перевёрнутый ферзь · h5 белая ладья · h4 чёрная пешка · c3 белый король · d3 чёрная пешка · h3 белый конь · c2 белая пешка · d2 белая ладья · f2 чёрная пешка · g2 белая пешка · h2 чёрный перевёрнутый ферзь · b1 белый перевёрнутый ферзь · f1 чёрный перевёрнутый ферзь | b8 белый перевёрнутый конь · c8 белый перевёрнутый ферзь · d8 белый ферзь · e8 чёрный слон · g8 белый слон · h8 белый слон · a7 белый перевёрнутый ферзь · c7 чёрный перевёрнутый ферзь · d7 чёрный перевёрнутый ферзь · f7 чёрный перевёрнутый конь · c6 белая пешка · d6 чёрная ладья · h6 белый перевёрнутый ферзь · c5 белая пешка · d5 чёрный король · e5 чёрная пешка · f5 чёрный перевёрнутый ферзь · h5 белая ладья · h4 чёрная пешка · c3 белый король · d3 чёрная пешка · h3 белый конь · c2 белая пешка · d2 белая ладья · f2 чёрная пешка · g2 белая пешка · h2 чёрный перевёрнутый ферзь · b1 белый перевёрнутый ферзь · f1 чёрный перевёрнутый ферзь | b8 белый перевёрнутый конь · c8 белый перевёрнутый ферзь · d8 белый ферзь · e8 чёрный слон · g8 белый слон · h8 белый слон · a7 белый перевёрнутый ферзь · c7 чёрный перевёрнутый ферзь · d7 чёрный перевёрнутый ферзь · f7 чёрный перевёрнутый конь · c6 белая пешка · d6 чёрная ладья · h6 белый перевёрнутый ферзь · c5 белая пешка · d5 чёрный король · e5 чёрная пешка · f5 чёрный перевёрнутый ферзь · h5 белая ладья · h4 чёрная пешка · c3 белый король · d3 чёрная пешка · h3 белый конь · c2 белая пешка · d2 белая ладья · f2 чёрная пешка · g2 белая пешка · h2 чёрный перевёрнутый ферзь · b1 белый перевёрнутый ферзь · f1 чёрный перевёрнутый ферзь | 3 |
| 2 | b8 белый перевёрнутый конь · c8 белый перевёрнутый ферзь · d8 белый ферзь · e8 чёрный слон · g8 белый слон · h8 белый слон · a7 белый перевёрнутый ферзь · c7 чёрный перевёрнутый ферзь · d7 чёрный перевёрнутый ферзь · f7 чёрный перевёрнутый конь · c6 белая пешка · d6 чёрная ладья · h6 белый перевёрнутый ферзь · c5 белая пешка · d5 чёрный король · e5 чёрная пешка · f5 чёрный перевёрнутый ферзь · h5 белая ладья · h4 чёрная пешка · c3 белый король · d3 чёрная пешка · h3 белый конь · c2 белая пешка · d2 белая ладья · f2 чёрная пешка · g2 белая пешка · h2 чёрный перевёрнутый ферзь · b1 белый перевёрнутый ферзь · f1 чёрный перевёрнутый ферзь | b8 белый перевёрнутый конь · c8 белый перевёрнутый ферзь · d8 белый ферзь · e8 чёрный слон · g8 белый слон · h8 белый слон · a7 белый перевёрнутый ферзь · c7 чёрный перевёрнутый ферзь · d7 чёрный перевёрнутый ферзь · f7 чёрный перевёрнутый конь · c6 белая пешка · d6 чёрная ладья · h6 белый перевёрнутый ферзь · c5 белая пешка · d5 чёрный король · e5 чёрная пешка · f5 чёрный перевёрнутый ферзь · h5 белая ладья · h4 чёрная пешка · c3 белый король · d3 чёрная пешка · h3 белый конь · c2 белая пешка · d2 белая ладья · f2 чёрная пешка · g2 белая пешка · h2 чёрный перевёрнутый ферзь · b1 белый перевёрнутый ферзь · f1 чёрный перевёрнутый ферзь | b8 белый перевёрнутый конь · c8 белый перевёрнутый ферзь · d8 белый ферзь · e8 чёрный слон · g8 белый слон · h8 белый слон · a7 белый перевёрнутый ферзь · c7 чёрный перевёрнутый ферзь · d7 чёрный перевёрнутый ферзь · f7 чёрный перевёрнутый конь · c6 белая пешка · d6 чёрная ладья · h6 белый перевёрнутый ферзь · c5 белая пешка · d5 чёрный король · e5 чёрная пешка · f5 чёрный перевёрнутый ферзь · h5 белая ладья · h4 чёрная пешка · c3 белый король · d3 чёрная пешка · h3 белый конь · c2 белая пешка · d2 белая ладья · f2 чёрная пешка · g2 белая пешка · h2 чёрный перевёрнутый ферзь · b1 белый перевёрнутый ферзь · f1 чёрный перевёрнутый ферзь | b8 белый перевёрнутый конь · c8 белый перевёрнутый ферзь · d8 белый ферзь · e8 чёрный слон · g8 белый слон · h8 белый слон · a7 белый перевёрнутый ферзь · c7 чёрный перевёрнутый ферзь · d7 чёрный перевёрнутый ферзь · f7 чёрный перевёрнутый конь · c6 белая пешка · d6 чёрная ладья · h6 белый перевёрнутый ферзь · c5 белая пешка · d5 чёрный король · e5 чёрная пешка · f5 чёрный перевёрнутый ферзь · h5 белая ладья · h4 чёрная пешка · c3 белый король · d3 чёрная пешка · h3 белый конь · c2 белая пешка · d2 белая ладья · f2 чёрная пешка · g2 белая пешка · h2 чёрный перевёрнутый ферзь · b1 белый перевёрнутый ферзь · f1 чёрный перевёрнутый ферзь | b8 белый перевёрнутый конь · c8 белый перевёрнутый ферзь · d8 белый ферзь · e8 чёрный слон · g8 белый слон · h8 белый слон · a7 белый перевёрнутый ферзь · c7 чёрный перевёрнутый ферзь · d7 чёрный перевёрнутый ферзь · f7 чёрный перевёрнутый конь · c6 белая пешка · d6 чёрная ладья · h6 белый перевёрнутый ферзь · c5 белая пешка · d5 чёрный король · e5 чёрная пешка · f5 чёрный перевёрнутый ферзь · h5 белая ладья · h4 чёрная пешка · c3 белый король · d3 чёрная пешка · h3 белый конь · c2 белая пешка · d2 белая ладья · f2 чёрная пешка · g2 белая пешка · h2 чёрный перевёрнутый ферзь · b1 белый перевёрнутый ферзь · f1 чёрный перевёрнутый ферзь | b8 белый перевёрнутый конь · c8 белый перевёрнутый ферзь · d8 белый ферзь · e8 чёрный слон · g8 белый слон · h8 белый слон · a7 белый перевёрнутый ферзь · c7 чёрный перевёрнутый ферзь · d7 чёрный перевёрнутый ферзь · f7 чёрный перевёрнутый конь · c6 белая пешка · d6 чёрная ладья · h6 белый перевёрнутый ферзь · c5 белая пешка · d5 чёрный король · e5 чёрная пешка · f5 чёрный перевёрнутый ферзь · h5 белая ладья · h4 чёрная пешка · c3 белый король · d3 чёрная пешка · h3 белый конь · c2 белая пешка · d2 белая ладья · f2 чёрная пешка · g2 белая пешка · h2 чёрный перевёрнутый ферзь · b1 белый перевёрнутый ферзь · f1 чёрный перевёрнутый ферзь | b8 белый перевёрнутый конь · c8 белый перевёрнутый ферзь · d8 белый ферзь · e8 чёрный слон · g8 белый слон · h8 белый слон · a7 белый перевёрнутый ферзь · c7 чёрный перевёрнутый ферзь · d7 чёрный перевёрнутый ферзь · f7 чёрный перевёрнутый конь · c6 белая пешка · d6 чёрная ладья · h6 белый перевёрнутый ферзь · c5 белая пешка · d5 чёрный король · e5 чёрная пешка · f5 чёрный перевёрнутый ферзь · h5 белая ладья · h4 чёрная пешка · c3 белый король · d3 чёрная пешка · h3 белый конь · c2 белая пешка · d2 белая ладья · f2 чёрная пешка · g2 белая пешка · h2 чёрный перевёрнутый ферзь · b1 белый перевёрнутый ферзь · f1 чёрный перевёрнутый ферзь | b8 белый перевёрнутый конь · c8 белый перевёрнутый ферзь · d8 белый ферзь · e8 чёрный слон · g8 белый слон · h8 белый слон · a7 белый перевёрнутый ферзь · c7 чёрный перевёрнутый ферзь · d7 чёрный перевёрнутый ферзь · f7 чёрный перевёрнутый конь · c6 белая пешка · d6 чёрная ладья · h6 белый перевёрнутый ферзь · c5 белая пешка · d5 чёрный король · e5 чёрная пешка · f5 чёрный перевёрнутый ферзь · h5 белая ладья · h4 чёрная пешка · c3 белый король · d3 чёрная пешка · h3 белый конь · c2 белая пешка · d2 белая ладья · f2 чёрная пешка · g2 белая пешка · h2 чёрный перевёрнутый ферзь · b1 белый перевёрнутый ферзь · f1 чёрный перевёрнутый ферзь | 2 |
| 1 | b8 белый перевёрнутый конь · c8 белый перевёрнутый ферзь · d8 белый ферзь · e8 чёрный слон · g8 белый слон · h8 белый слон · a7 белый перевёрнутый ферзь · c7 чёрный перевёрнутый ферзь · d7 чёрный перевёрнутый ферзь · f7 чёрный перевёрнутый конь · c6 белая пешка · d6 чёрная ладья · h6 белый перевёрнутый ферзь · c5 белая пешка · d5 чёрный король · e5 чёрная пешка · f5 чёрный перевёрнутый ферзь · h5 белая ладья · h4 чёрная пешка · c3 белый король · d3 чёрная пешка · h3 белый конь · c2 белая пешка · d2 белая ладья · f2 чёрная пешка · g2 белая пешка · h2 чёрный перевёрнутый ферзь · b1 белый перевёрнутый ферзь · f1 чёрный перевёрнутый ферзь | b8 белый перевёрнутый конь · c8 белый перевёрнутый ферзь · d8 белый ферзь · e8 чёрный слон · g8 белый слон · h8 белый слон · a7 белый перевёрнутый ферзь · c7 чёрный перевёрнутый ферзь · d7 чёрный перевёрнутый ферзь · f7 чёрный перевёрнутый конь · c6 белая пешка · d6 чёрная ладья · h6 белый перевёрнутый ферзь · c5 белая пешка · d5 чёрный король · e5 чёрная пешка · f5 чёрный перевёрнутый ферзь · h5 белая ладья · h4 чёрная пешка · c3 белый король · d3 чёрная пешка · h3 белый конь · c2 белая пешка · d2 белая ладья · f2 чёрная пешка · g2 белая пешка · h2 чёрный перевёрнутый ферзь · b1 белый перевёрнутый ферзь · f1 чёрный перевёрнутый ферзь | b8 белый перевёрнутый конь · c8 белый перевёрнутый ферзь · d8 белый ферзь · e8 чёрный слон · g8 белый слон · h8 белый слон · a7 белый перевёрнутый ферзь · c7 чёрный перевёрнутый ферзь · d7 чёрный перевёрнутый ферзь · f7 чёрный перевёрнутый конь · c6 белая пешка · d6 чёрная ладья · h6 белый перевёрнутый ферзь · c5 белая пешка · d5 чёрный король · e5 чёрная пешка · f5 чёрный перевёрнутый ферзь · h5 белая ладья · h4 чёрная пешка · c3 белый король · d3 чёрная пешка · h3 белый конь · c2 белая пешка · d2 белая ладья · f2 чёрная пешка · g2 белая пешка · h2 чёрный перевёрнутый ферзь · b1 белый перевёрнутый ферзь · f1 чёрный перевёрнутый ферзь | b8 белый перевёрнутый конь · c8 белый перевёрнутый ферзь · d8 белый ферзь · e8 чёрный слон · g8 белый слон · h8 белый слон · a7 белый перевёрнутый ферзь · c7 чёрный перевёрнутый ферзь · d7 чёрный перевёрнутый ферзь · f7 чёрный перевёрнутый конь · c6 белая пешка · d6 чёрная ладья · h6 белый перевёрнутый ферзь · c5 белая пешка · d5 чёрный король · e5 чёрная пешка · f5 чёрный перевёрнутый ферзь · h5 белая ладья · h4 чёрная пешка · c3 белый король · d3 чёрная пешка · h3 белый конь · c2 белая пешка · d2 белая ладья · f2 чёрная пешка · g2 белая пешка · h2 чёрный перевёрнутый ферзь · b1 белый перевёрнутый ферзь · f1 чёрный перевёрнутый ферзь | b8 белый перевёрнутый конь · c8 белый перевёрнутый ферзь · d8 белый ферзь · e8 чёрный слон · g8 белый слон · h8 белый слон · a7 белый перевёрнутый ферзь · c7 чёрный перевёрнутый ферзь · d7 чёрный перевёрнутый ферзь · f7 чёрный перевёрнутый конь · c6 белая пешка · d6 чёрная ладья · h6 белый перевёрнутый ферзь · c5 белая пешка · d5 чёрный король · e5 чёрная пешка · f5 чёрный перевёрнутый ферзь · h5 белая ладья · h4 чёрная пешка · c3 белый король · d3 чёрная пешка · h3 белый конь · c2 белая пешка · d2 белая ладья · f2 чёрная пешка · g2 белая пешка · h2 чёрный перевёрнутый ферзь · b1 белый перевёрнутый ферзь · f1 чёрный перевёрнутый ферзь | b8 белый перевёрнутый конь · c8 белый перевёрнутый ферзь · d8 белый ферзь · e8 чёрный слон · g8 белый слон · h8 белый слон · a7 белый перевёрнутый ферзь · c7 чёрный перевёрнутый ферзь · d7 чёрный перевёрнутый ферзь · f7 чёрный перевёрнутый конь · c6 белая пешка · d6 чёрная ладья · h6 белый перевёрнутый ферзь · c5 белая пешка · d5 чёрный король · e5 чёрная пешка · f5 чёрный перевёрнутый ферзь · h5 белая ладья · h4 чёрная пешка · c3 белый король · d3 чёрная пешка · h3 белый конь · c2 белая пешка · d2 белая ладья · f2 чёрная пешка · g2 белая пешка · h2 чёрный перевёрнутый ферзь · b1 белый перевёрнутый ферзь · f1 чёрный перевёрнутый ферзь | b8 белый перевёрнутый конь · c8 белый перевёрнутый ферзь · d8 белый ферзь · e8 чёрный слон · g8 белый слон · h8 белый слон · a7 белый перевёрнутый ферзь · c7 чёрный перевёрнутый ферзь · d7 чёрный перевёрнутый ферзь · f7 чёрный перевёрнутый конь · c6 белая пешка · d6 чёрная ладья · h6 белый перевёрнутый ферзь · c5 белая пешка · d5 чёрный король · e5 чёрная пешка · f5 чёрный перевёрнутый ферзь · h5 белая ладья · h4 чёрная пешка · c3 белый король · d3 чёрная пешка · h3 белый конь · c2 белая пешка · d2 белая ладья · f2 чёрная пешка · g2 белая пешка · h2 чёрный перевёрнутый ферзь · b1 белый перевёрнутый ферзь · f1 чёрный перевёрнутый ферзь | b8 белый перевёрнутый конь · c8 белый перевёрнутый ферзь · d8 белый ферзь · e8 чёрный слон · g8 белый слон · h8 белый слон · a7 белый перевёрнутый ферзь · c7 чёрный перевёрнутый ферзь · d7 чёрный перевёрнутый ферзь · f7 чёрный перевёрнутый конь · c6 белая пешка · d6 чёрная ладья · h6 белый перевёрнутый ферзь · c5 белая пешка · d5 чёрный король · e5 чёрная пешка · f5 чёрный перевёрнутый ферзь · h5 белая ладья · h4 чёрная пешка · c3 белый король · d3 чёрная пешка · h3 белый конь · c2 белая пешка · d2 белая ладья · f2 чёрная пешка · g2 белая пешка · h2 чёрный перевёрнутый ферзь · b1 белый перевёрнутый ферзь · f1 чёрный перевёрнутый ферзь | 1 |
|   | a | b | c | d | e | f | g | h |   |

1.♔×d3
1. ...Gc4 2.♔e3#
 1. ...Ga1/Gf3/G×h3 2.c4#
 1. ...e4+ 2.♔c3#
 1. ...G×c2/G×c8/Gf8 2.♘f4#
 1. ...♖×c6/♖×h6/♖g6 2.Gb5#
 1. ...♖f6 2.Gb5# / 2.Ga8#
 1. ...♖e6/G×c5/Ge7 2.Ga8#
 1. ...Gb5/Gg4/Gb7/Gg7 2.Nf6#